# Meissen
Meissen (tysk stavning: Meißen) är en stad i östra Tyskland och utgör huvudort i Landkreis Meissen i förbundslandet i Sachsen i sydöstra Tyskland vid floden Elbe. Staden har cirka 29 000 invånare.
Staden är känd för sin tillverkning av Meissenporslin, startad 1710. Porslinsfabriken och den medeltida borgen Albrechtsburg tillhör stadens mest besökta sevärdheter.
Meissens domkyrka ligger i anslutning till Albrechtsburg på borgberget och är säte för den evangelisk-lutherska biskopen i Sachsen.

## Historia
Borgen Misni grundades 928 vid Elbes biflod Meisa av kung Henrik I av Sachsen (919–936) efter ett fälttåg mot de österut boende slaverna, och staden är en av de äldsta i Sachsen. 956 blev Meissen, inklusive Dresden, markgrevskap, vilket 1098 togs över av Henrik av Eilenburg, den förste av huset Wettin. Området beboddes av slaviska stammar fram till 1100-talet, då den tyska kolonisationsvågen nådde hit och borgen blev centrum i markgrevskapet.
Meissen fortsatte att vara huvudort för markgrevskapet Meissen till 1400-talet, då huset Wettin, markgrevar sedan 1089, flyttade till Dresden som då blev residensstad.

### Albrechtsburg
Albrechtsburg byggdes ovanpå den gamla borgen Misni som residens för de över Sachsen och Thüringen tillsammans regerande kurfurstarna Ernst och Albert Wettin mellan 1471 och 1500, och påstås vara Tysklands äldsta furstliga residensslott. 1485 flyttades residenset till Dresden, och Meissen förlorade sin betydelse. Under 1700-talet hölls här kemisten Johann Friedrich Böttger fången av August den starke av Sachsen. Böttgers officiella uppgift var att göra guld, men inofficiellt att finna ut hemligheten med att tillverka porslin, något han lyckades med 1708.
1710 startades i Meissen Europas första porslinsfabrik med Böttger som ofrivillig chef, och sedan dess är Meissenporslinet och märket med två blå svärd, känt för att vara bland de ledande tillverkarna i Europa. Sedan 1881 är borgen museum.

## Bildgalleri

Meissen - Meißen
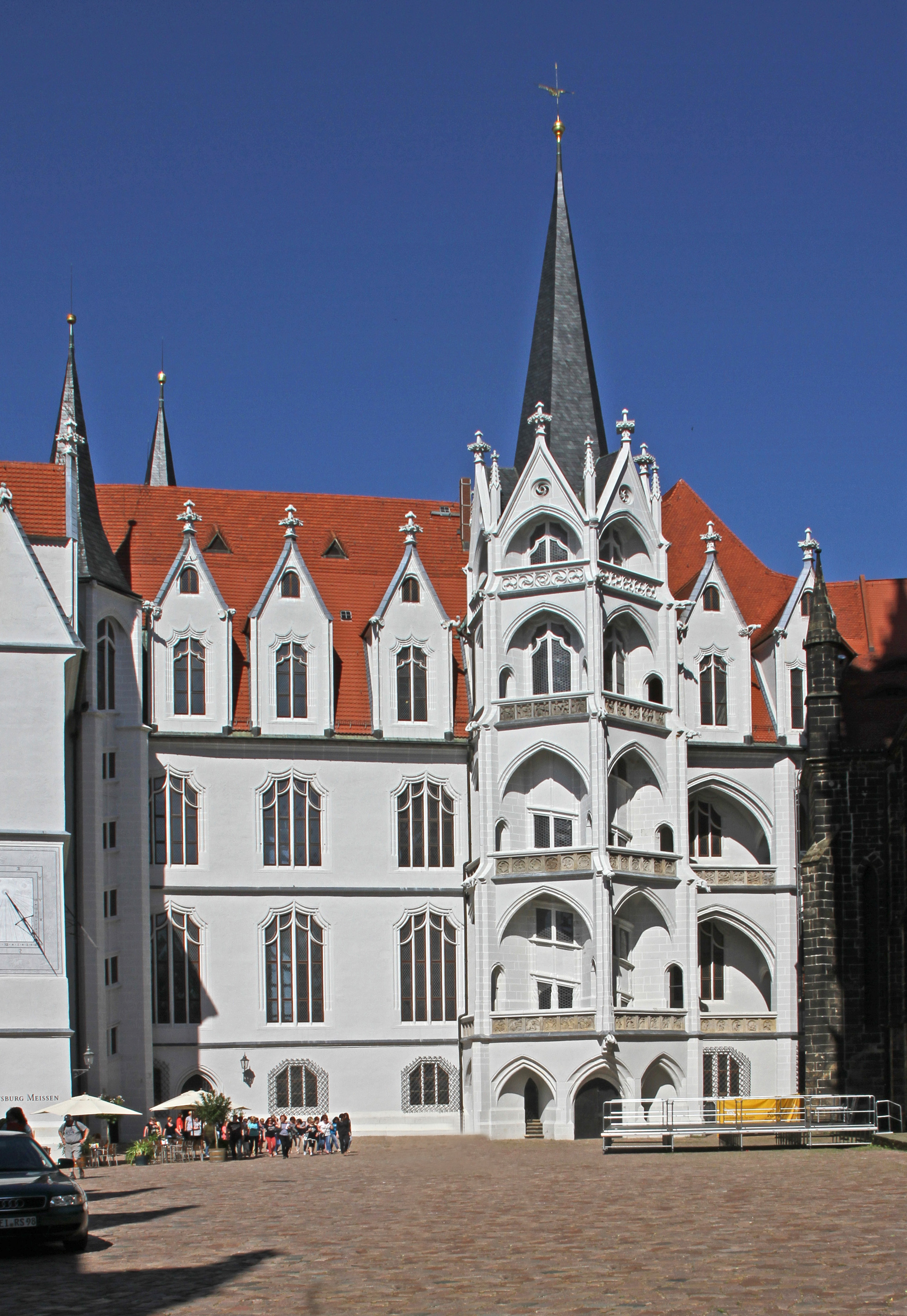
Albrechtsburg
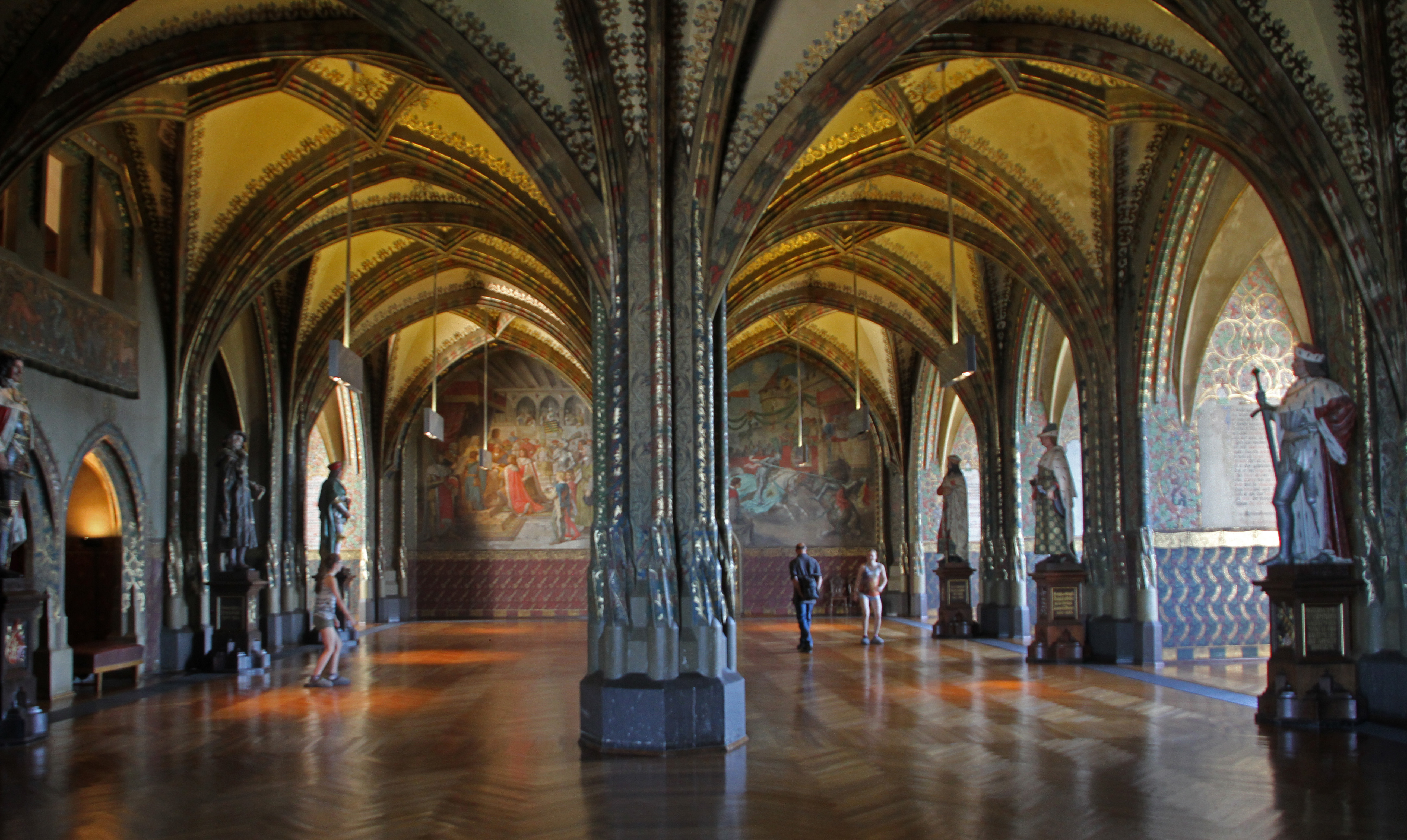
Albrechtsburg
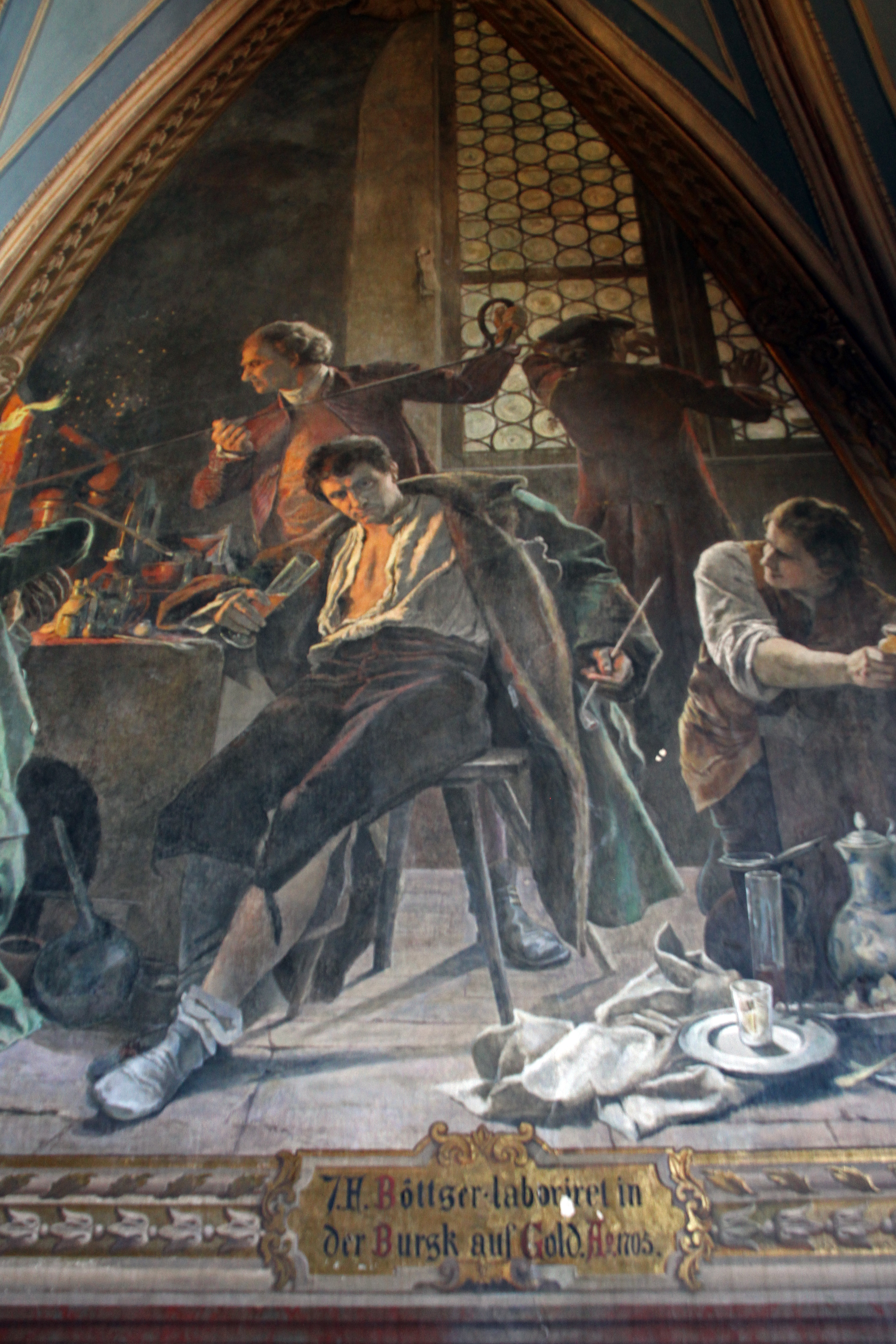
Albrechtsburg, Böttger
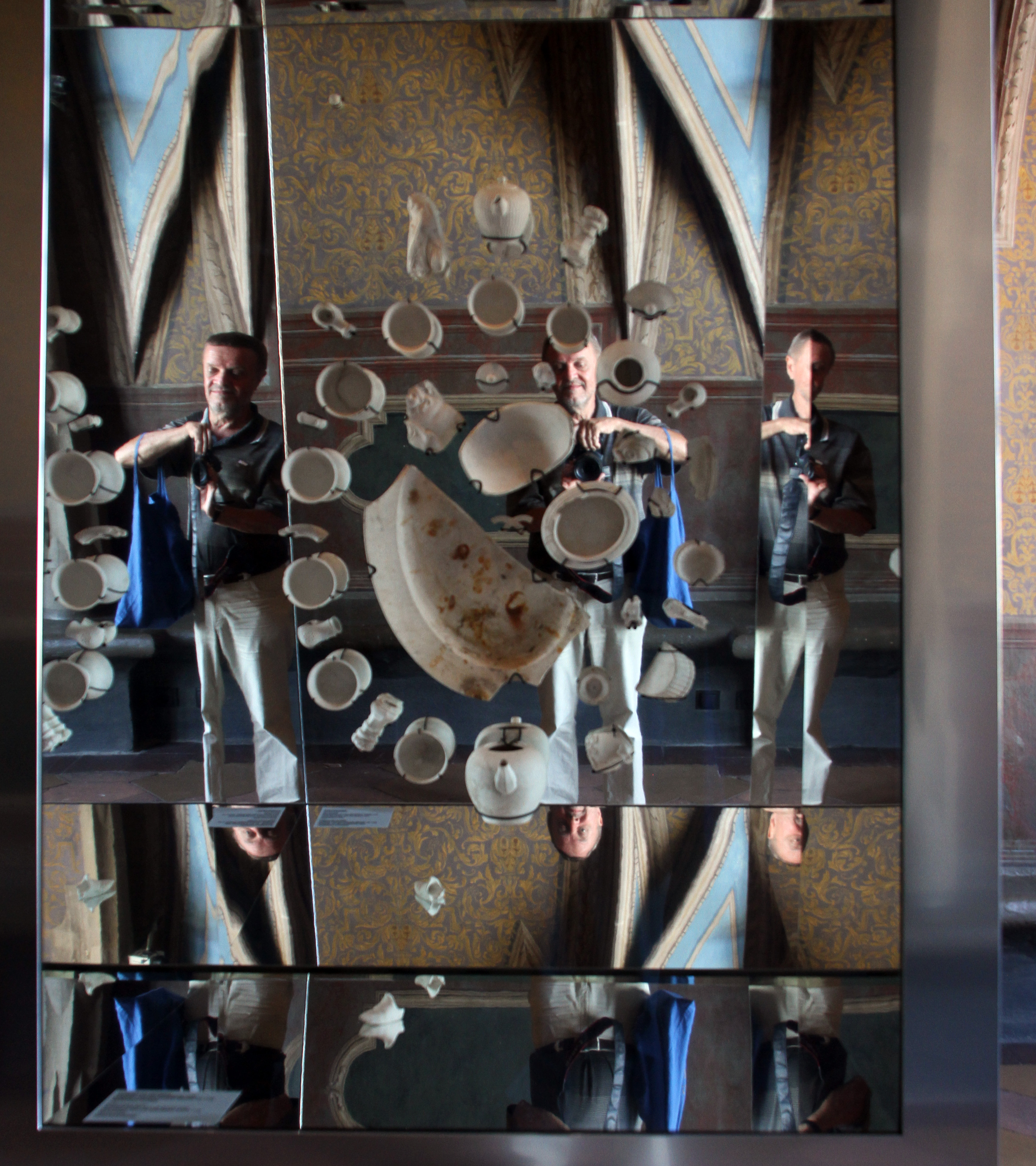
Albrechtsburg, porslinet
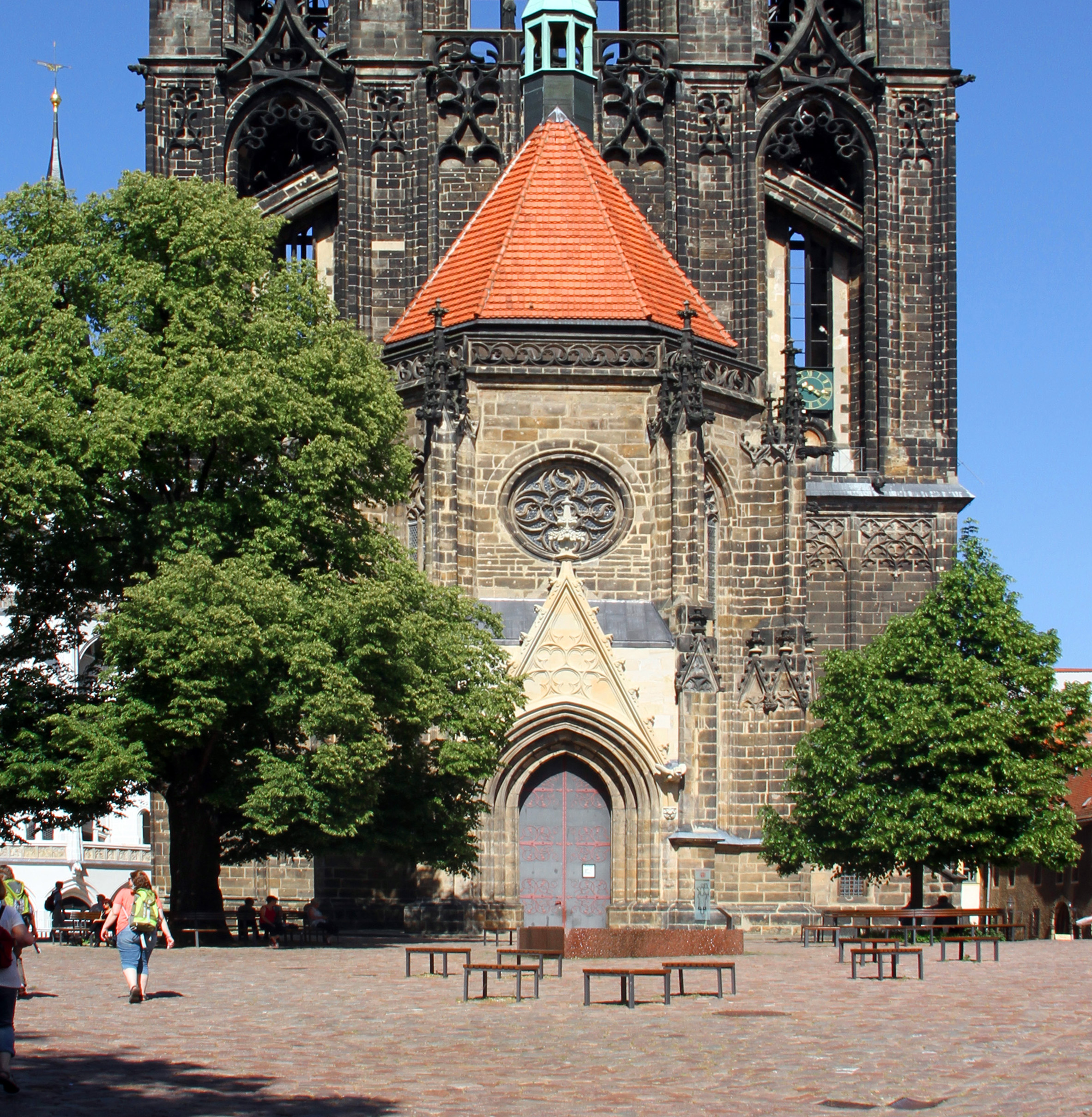
Katedral
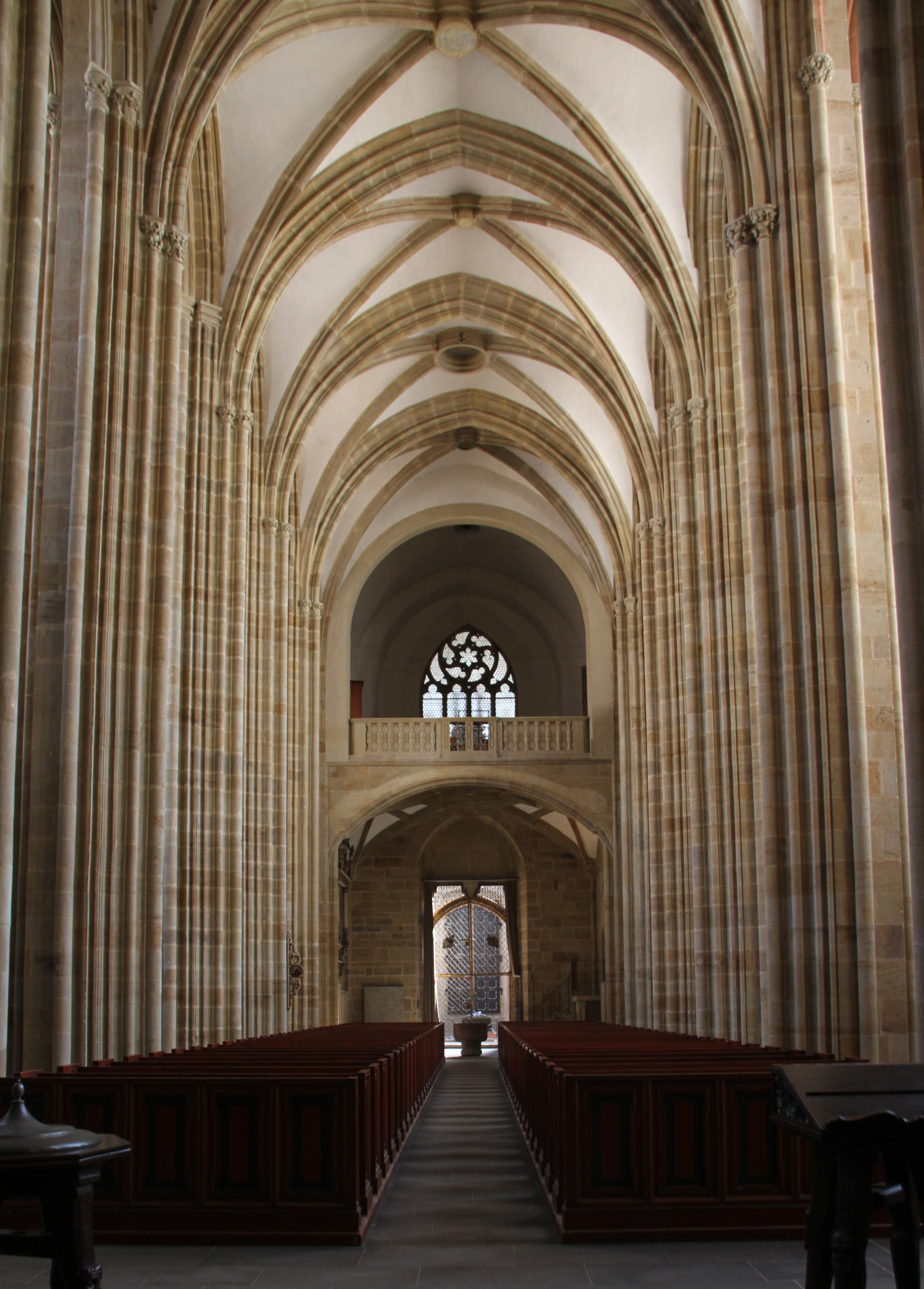
Katedral
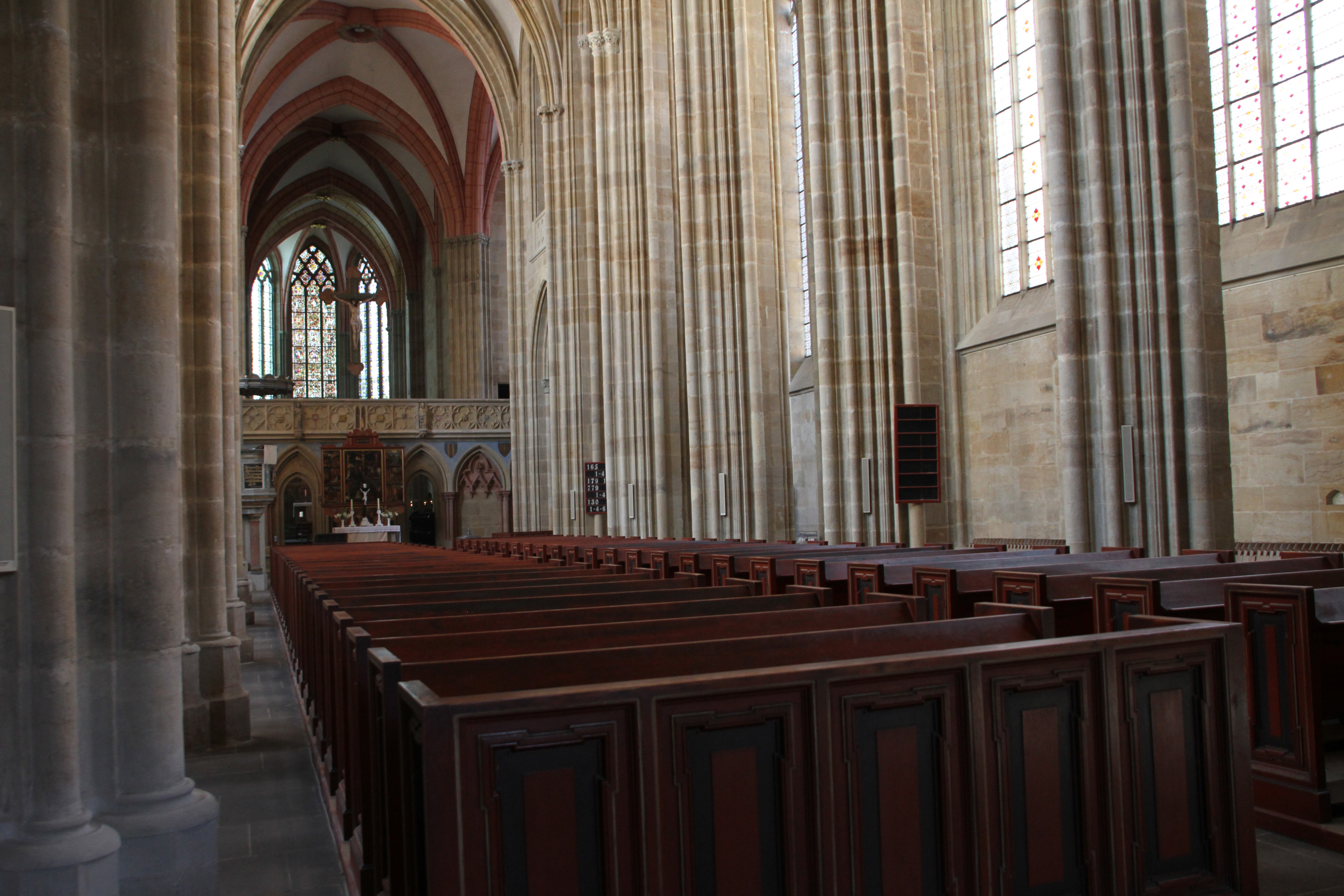
Katedral